# Pilote
Pilote var/är en fransk serietidning som kom ut med sitt första nummer 29 oktober 1959. Den grundades som veckotidning och övergick 1974 till månatlig utgivning. 1989 kom dess sista månatliga nummer ut, och därefter har endast enstaka nummer publicerats av dess förläggare Dargaud.
Tidningen innebar debuten för Asterix och hade länge René Goscinny som redaktör och flitig manusförfattare. Pilote fungerade som föregångare inom den fransk-belgiska seriebranschen, genom de många nya namn som debuterade där. Ett antal av dessa startade under 1970-talet tidningar med namn som L'Écho des Savanes, Métal Hurlant och Fluide Glacial.

## Beskrivning
Förutom tecknade serier publicerade Pilote även noveller, romaner, reportage och humor i text och bild. I mitten hade man ofta ett "pilotorama", ett uppslag med pedagogisk inriktning. Under dess 30 år som framgångsrik serietidning kom man att publicera ett antal debuterande serieskapare. Sedan 2003 publicerar Dargaud enstaka nummer av tidningen, kring olika teman. Vid starten bestod tidningsledningen av Jean Hébrard som ansvarig utgivare, François Clauteaux (ersatt av Raymond Joly från nummer 7) som chefredaktör och René Goscinny redaktionssekreterare.

## Historik

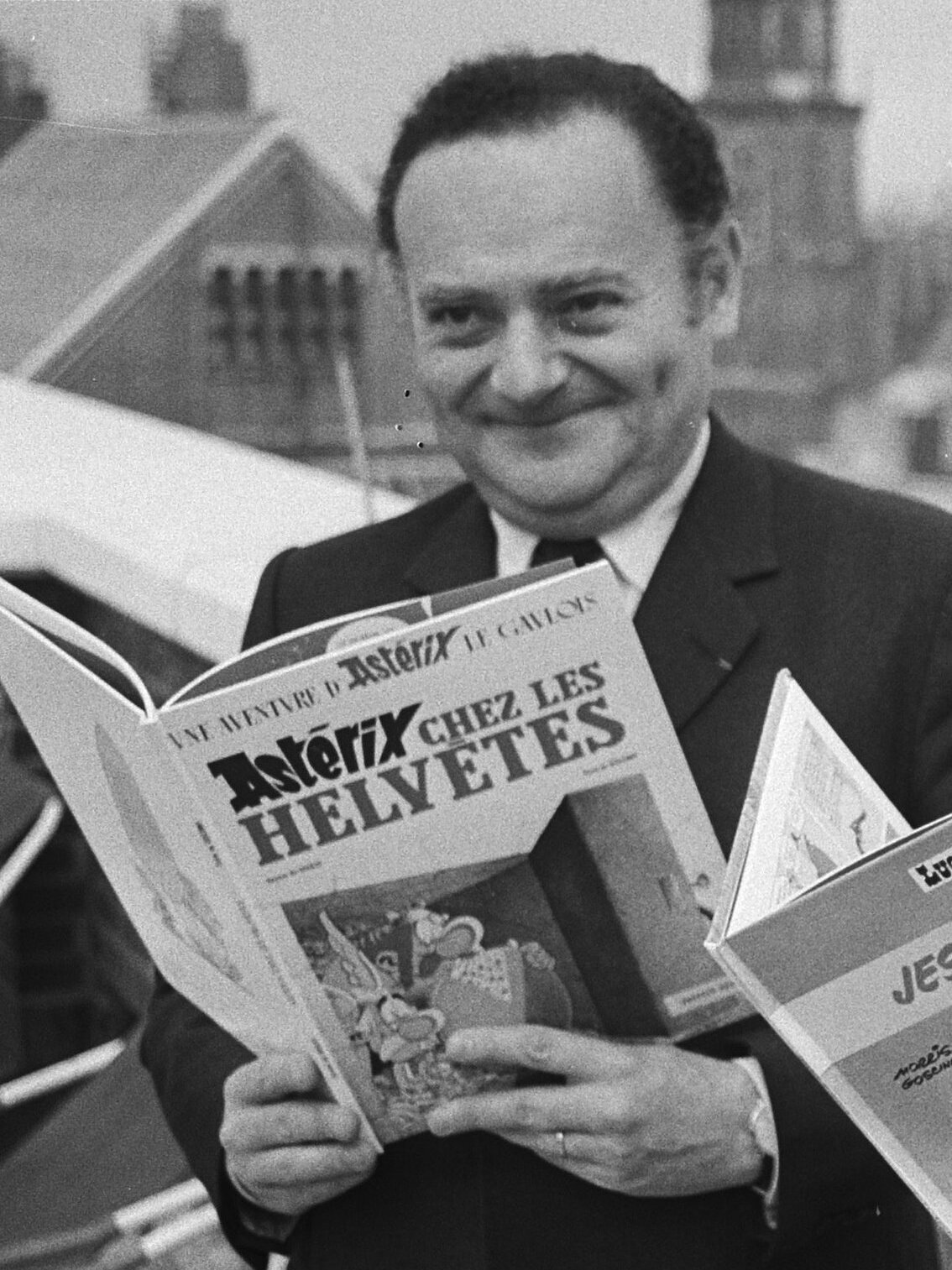
René Goscinny var en av tidningens grundare, och senare fungerade han länge som en inflytelserik chefredaktör. Asterix publicerades i tidningen från starten 1959 (foto från 1971).

### Tidningens grundande
Pilote var resultatet av en idé att starta en ny sorts ungdomstidning. Jean-Michel Charlier, Albert Uderzo, René Goscinny, Raymond Joly, François Clauteaux och Jean Hébrard – alla med bakgrund inom serie- eller tidningsbranschen – började 1958 gemensamt utarbeta planerna för en sorts "Paris Match för unga". Den skulle vara en serietidning, men den var också tänkt att innehålla gott om nyhetsmaterial av olika slag.
Det första namnförslaget för den nya tidningen var Champion, efter ungdomsprogrammet med samma namn på Radio Luxembourg. Till slut enades man dock om Pilote som titeln på tidningen. Namnet hade redan förekommit för en barntidning från 1944 som inte kom längre än till nummer 0.

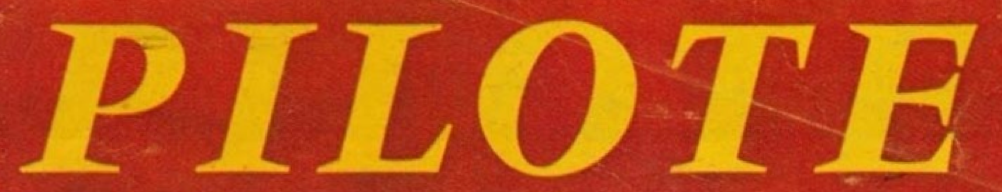
Logotypen till Pilote #0, som trycktes och distribueras till pressen tidigare under 1959.

Ett första provnummer producerades av Édifrance, seriesyndikatet som Goscinny varit med och grundat fyra år tidigare. Där syntes bland annat början av en serieversion av Roman de Renart, en serie av Goscinny och Albert Uderzo som aldrig fick en fortsättning eftersom en annan tecknare samtidigt höll på med en annan bearbetning av verket. Så duon fick lov att tänka om och kom så småningom fram med de två seriefigurerna Asterix och Obelix.
När väl det konstnärliga och journalistiska innehållet fastställts, var tiden mer än mogen för att fundera på hur stort startkapital man egentligen hade. Den lilla redaktionen på sex man förfogade inte självt över tillräckligt med pengar, så man bad om hjälp från det nya politiska partiet Centre républicain. För att locka annonsörer tryckte och distribuerade man flera provnummer. På ett av provnumren presenterades en gruppbild på 24 "redaktionsmedlemmar" på omslaget (i verkligheten vänner till redaktionen), i ett försök att framställa sig större än man egentligen var.
Under september och oktober 1959 framträdde chefredaktören Clautaux regelbundet i Radio Luxembourg för att prata om den kommande tidningen. Radioinhoppen fortsatte ända fram till den slutliga publiceringsdagen, den 29 oktober.

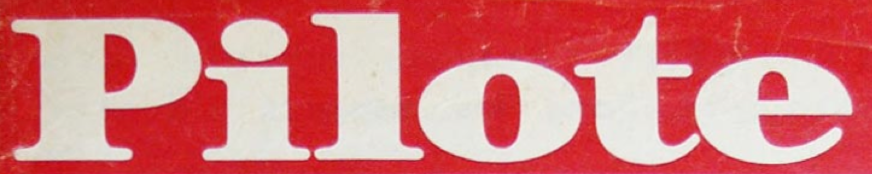
Logotypen till Pilote #1, som kom ut 29 oktober 1959.

### Det första numret
Det första numret av Pilote blev en succé. På en dag såldes 300 000 exemplar. Den trycktes i ovanligt stort format – 36,5 x 26,5 cm – och innehöll artiklar om vetenskapsmän och fotbollsspelare. Man hade en spel- och knåpavdelning, presenterade illustrerade deckarnoveller och ägnade det löstagbara mittupsslaget åt 1600-talets fregattskepp. Oljebolaget Esso sponsrade en "Finn felet"-tävling illustrerad av Jidéhem.
Dessutom fanns här tecknade serier, även om seriematerialet faktiskt fyllde mindre än hälften av numret. Några av serierna i debutnumret kom dock att få långvarig verkan, som Asterix (av Albert Uderzo och René Goscinny), Röde piraten (Jean-Michel Charlier och Victor Hubinon), Jaktfalkarna (Charlier och Uderzo) och Jacques Le Gall (Mitacq och Charlier). Här fanns också serier av folk som Christian Godard, Raymond Poïvet och Maurice Tillieux. René Goscinny presenterade sin Petit Nicolas, tecknad av Jean-Jacques Sempé och tidigare tryckt i andra tidningar.

### De första åren
De kommande numren följde samma mönster. I årets sista nummer syntes den unge och lovande serietecknaren Jean Tabary. Tidningen etablerade sig snabbt som en stor ungdomstidning, bland annat tack vare sin blandning av sportreportage, populärvetenskap, pyssel, tävlingar, noveller och populära tecknade serier.
Trots läsarframgångarna hamnade tidningen i ekonomiska svårigheter. Dels var det exklusiva redaktionella materialet dyrt att producera, dels kom försäljningsinkomsterna från den anlitade tidningsdistributören med rejäl eftersläpning. De enda som fick sina pengar löpande var sponsorn Centre républicain, men de avslutade samarbetet senare under 1960.
Så en försäljning av tidningen till någon mer etablerad aktör kom snart på tal, för att man skulle kunna driva tidningen vidare. Den första spekulanten var Charles Dupuis. Förlaget Dupuis hade med Spirou redan en ledande barnserietidning, men man såg Pilote som en möjlighet att nå en lite äldre läsekrets. De två andra delägarna, Charles' bror och hans svåger, lade dock in sitt veto, så Dupuis var därmed ute ur bilden. Efter några veckors förhandlingar var det istället franska Dargaud som utsågs till Pilotes nya ägare, vilket offentliggjordes i samband med julspecialnumret den 15 december. Ny chefredaktör blev Denis Lefèvre-Toussaint.
Trots den nya ägaren förändrades det redaktionella innehållet relativt lite. Inriktningen på nyheter, populärvetenskap och historia fortsatte, liksom blandningen av tecknade serier. Asterix, Rödskägg och Jaktfalkarna hade nu nått stora läsarframgångar och gavs ut i album under beteckningen "collection Pilote". Maurice Tillieux tvangs lämna tidningen, eftersom han också tecknade för konkurrenten Dupuis som ställt ultimatum till honom. Några brittiska serier från Eagle, bland annat av Frank Bellamy, kom att tryckas i fransk översättning. Här fanns också några nya återkommande franska serier, som Séraphin contre Angelure av Jean Chakir och Valentin le vagabond av Jean Tabary. Fotona på tidningens omslag lämnade sakta men säkert plats för teckningar, och deckarnovellerna under titeln L’inspecteur Robillard försvann i början av 1962.

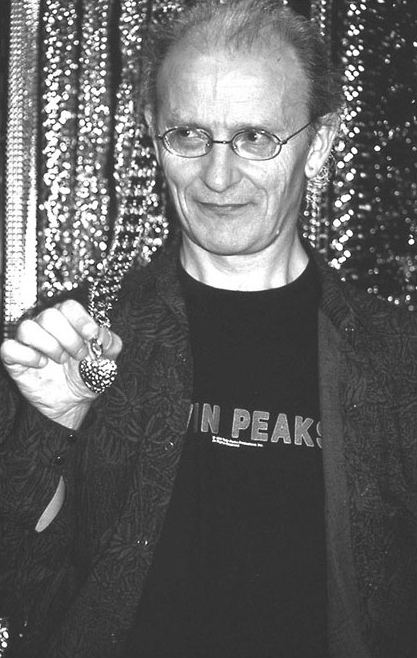
Jean Giraud bidrog, med sitt tecknande av västernserien Blueberry, till Pilotes popularitet under 1960-talet. På 1970-talet, då han vuxit ifrån tidningens ungdomsinriktning, startade han tillsammans med kollegan Druillet Métal Hurlant (foto från 1992).

Under 1962 ändrades tidningens slogan ett par gånger, innan man fastnade för "Le magazine des jeunes de l'an 2000" ('ungdomstidningen från år 2000'). Serien Belloy (av Uderzo och Charlier) togs över från en belgisk tidning, och den framtida seriesuccén Bob Morane (av Henri Vernes) gjorde sin debut i form av romankapitel. Under 1963 dök satirtecknaren Cabu dök upp i tidningens spalter. Nystartade poptidningen Salut les copains hade stora framgångar, och Pilote inspirerades till fler inslag med sportstjärnor och popartister och återgick åtminstone tillfälligt till fotona på omslagen. Under året hade Christian Godards långlivade, "fransk-polynesiska" äventyrsserie Norbert et Kari premiär.

### Från ungdoms- till serietidning
Under 1963 bytte tidningen också chefredaktör, och duon René Goscinny och Jean-Michel Charlier tog över rodret. Med två serieskapare i redaktionsledningen övergick Pilote till att bli i första hand en serietidning. Tidningsomslagen blev åter tecknade, och flera nya långlivade serier introducerades; under hösten syntes både Blueberry (först under titeln Fort Navajo, av Charlier och Jean Giraud) och Achille Talon (av Greg) för första gången i tidningen. Goscinny satt nu på flera olika stolar; han var chefredaktör, skrev manus till ett antal serier i tidningen och producerade dessutom seriemanus åt serier som gick i konkurrerande tidningen Tintin.
Genom en läsaromröstning i tidningen fick Obelix lilla hund under 1963 sitt namn – Idefix (franska: Idéfix).

### Senare delen av 60-talet
Senare under 1960-talet började ett antal nya, nyskapande serieskapare publiceras i Pilote. Här fanns namn som Marcel Gotlib (La Rubrique à Brac), Claire Bretécher (Cellulite), Alexis (Timoléon), Nikita Mandryka (Les Clopinettes), Jean-Marc Reiser och Jacques Lob. Pierre Christin och Jean-Claude Mézières dök 1967 upp med sin science fiction-serie Linda och Valentin i tidningen.
Maj 1968 avbröts utgivningen av Pilote under tre veckors tid. Majrevolten pågick, och de revolutionärna stämningarna påverkade också en av Frankrikes ledande ungdomstidningar. Tidningstecknarna hade fackliga möten, som chefredaktören Goscinny inte var inbjuden till. Efter diverse hårda ord enades dock tecknarna och redaktionen om att förnya tidningen, ta in mer nyhetsmaterial och att regelbundet samlas till redaktionsmöten.
Samma år tog Pilote över följetongspubliceringen av Lucky Luke från konkurrerande serietidningen Spirou.
Den mest populära serien i tidningen var dock en som hängt med sedan starten – Asterix. Seriens slutliga genombrott i mitten av 1960-talet, då albumen började tryckas i miljonupplagor och var inblandad i namngivningen av Frankrikes första satellit, gick inte tidningsredaktionen spårlöst förbi. Sålunda bar Pilote åren 1966–1970 undertiteln "Le journal d'Astérix et Obélix".

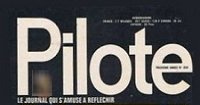
Under 1971 blev Asterix närvaro på Pilotes omslag än mindre, nu placerad under logotypens stora P (här suddigt av upphovsrättsskäl).

### Tidiga 70-talet
I början av 1970-talet förändrades tidningen i allt mer "vuxen" riktning. 1970/71 togs Asterix och Obelix namn bort ur undertiteln, och serier av Gotlib (allt mer vågad humor), Philippe Druillet (experimentell science fiction), Jean Solé, F'Murr (Fårfängans marknad) och René Pétillon (deckarserien Jack Palmer) tillkom i tidningen. Sociala och politiska teman presenterades i nya serier av Pierre Christin (tecknade av Jacques Tardi och Enki Bilal), medan Claude Auclair tecknade ambitiösa äventyrsserier (Jason Muller). Lob och Gotlib uppfann den franska superhjälteparodin Superdupont, medan Mandryka dök upp i tidningen med en annan genreparodi – Concombre Masqué ('den maskerade gurkan', ursprungligen tecknad för serietidningen Pif Gadget).

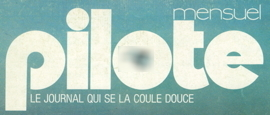
Logotypen på månadstidningen Pilote (1974) innehöll till en början ett litet huvud (här suddigt av upphovsrättsskäl) av Asterix inuti bokstaven O.

### Nystart som månadstidning
Det tidiga sjuttiotalet ledde till en kris för Pilote. Många av de nya serieskaparna kände sig inte hemma i en ungdomsserietidning och letade efter ett annat forum där de kunde utveckla sin vuxnare och svartare humor. Tre av tecknarna – Gotlib, Bretécher och Mandryka – gjorde slag i saken och startade en egen tidning. L'Écho des Savanes kom med sitt första nummer maj 1972, med etiketten réservé aux adultes ('endast för vuxna') på omslaget. Humortecknarna Gébé, Cabu och Reiser flyttade efter stridigheter med redaktören Goscinny över till Hara-Kiri och Charlie Hebdo. Några år senare skulle också Druillet och Giraud starta eget – SF-serietidningen Métal Hurlant.
Åderlåtningen av Pilote fick också andra följder. 1973/1974 byttes René Goscinny ut som chefredaktör, och juni 1974 återstartades Pilote som en månadstidning. Tidningen utvecklades vidare kring kvarvarande serieskapare som Fred (Filemon), F'Murr, Bilal, Pétillon och science fiction-tecknaren Caza.
Under 1970-talet gjorde också Gérard Lauzier, Annie Goetinger, Régis Franc och Max Cabanes debut i tidningen. Bland mer eller mindre traditionella äventyrserier fanns också västernhistorierna i Jonathan Cartland (av Michel Blanc-Dumont och Laurence Harlé), samt diverse serieäventyr av Jean-Claude Floc'h (retro-berättelser inom klara linjen) och Hugo Pratt.

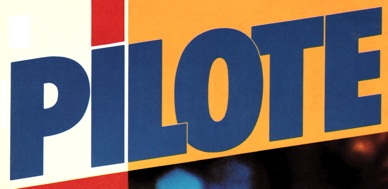
1985 innebar återigen en ny logotyp på tidningen, liksom fler foton.

### 1980-talet, Pilote & Charlie och slutet
Efter en första upplagestegring föll försäljningen tillbaka igen 1980, trots att nya namn som Martin Veyron och Baru (vardagsberättelser) och Alain Bignon (äventyr) bidrog till mer förnyelse.

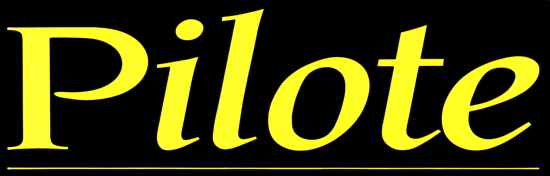
Den sista (månatliga) inkarnationen av Pilote kom i 41 nummer. Här är logotypen till #29, oktober 1988.

Januari 1985 förändrades tidningen igen. Ny logotyp och allt fler omslag med foton (bland annat från filmvärlden) innebar att tyngdpunkten på nytt försköts från serieinnehållet. Året efter slogs tidningen samman med Charlie Mensuel, Dargauds andra månadsserietidning, under namnet Pilote & Charlie. 1988 byttes titeln tillbaka till Pilote, medan Dargaud genom att trycka tidningen i ett större format ville ge ny uppmärksamhet åt tidningen. 1980-talet hade dock inneburit ett generellt minskat intresse för serietidningar, till förmån för seriealbum, och tidningsdöden nådde också Pilote, som kom ut med sitt sista månatliga nummer november 1989.. Då hade Dargaud året före upphört med utgivningen av sin journalistiska publikation Spot BD, som 1986–1988 sammanlagt kom i 23 nummer.
Därefter har Dargaud mycket oregelbundet sysslat med serietidningsutgivning. 1994 kom en specialtidning – Le journal d'Astérix  – till årsjubileet av serien Asterix.

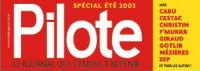
Pilote kom 2003 med ett "sommarnummer".

Sedan millennieskiftet har minst fem "årsnummer" av Pilote givits ut, varje gång med ett nytt tema. Det började 2003 med ett 132-sidigt "sommarnummer" och fortsatte hösten året efter med ett än tjockare "julspecial".
Aprilnumret 2008 presenterade 60 tecknares syn på majrevolten 1968. Det numret hade också undertiteln "le journal qui s'amuse à lancer un pavé" ('tidningen som roar sig med att kasta gatsten'). Det var en syftning på två av tidningens olika slogan genom åren, dels "le journal qui s'amuse à réfléchir" ('tidningen som roar sig med att tänka efter') från 1971–73, dels "le journal pavé de bonnes rubriques" ('tidningen som är täckt av bra rubriker') som användes när tidningen 1974 gick över till månadsutgivning.
2009 presenterades temat som "69, année érotique", och undertiteln var "Pilote, le journal qui va et qui vient" ('tidningen som kommer och går'). 2010 var temat "Bande Dessinée et Cinéma" och undertiteln "Pilote, le journal qui fait son cinéma" ('tidningen som ägnar sig åt film')

## Betydelse
Pilote hade sin storhetstid på 1960- och början av 1970-talet. Vid starten 1959 ville grundarna skapa en ny typ av serietidning, med mer av den nya tidens ungdomskultur. Den franska succéserien Asterix kombinerades med ett stort antal av 1960-talets nya serier i olika genrer, och under den driftige redaktören Goscinny fungerade tidningen som en plantskola för en hel seriegeneration.
I början av sjuttiotalet hade dock den generationen blivit vuxen nog för att starta eget (läs: 1970-talets olika vuxenserietidningar), och Pilote förlorade då successivt både serietalanger och en klar inriktning. Under sina första 15 år fungerade tidningen dock som det främsta fönstret för den fransk-belgiska serieutvecklingen.

## Historiken i korthet
- 1959 – Pilote kommer ut med sitt första nummer.
- 1960 – Dargaud köper den hotade tidningen för en symbolisk franc. Chefredaktör blir Denis Lefèvre-Toussaint.
- 1962 – Marcel Bisraux blir ny chefredaktör.
- Hösten 1963 – Nya tidningsproblem gör att René Goscinny och Jean-Michel Charlier får ta över tidningens ledning och ansvaret för en behövlig nysatsning.

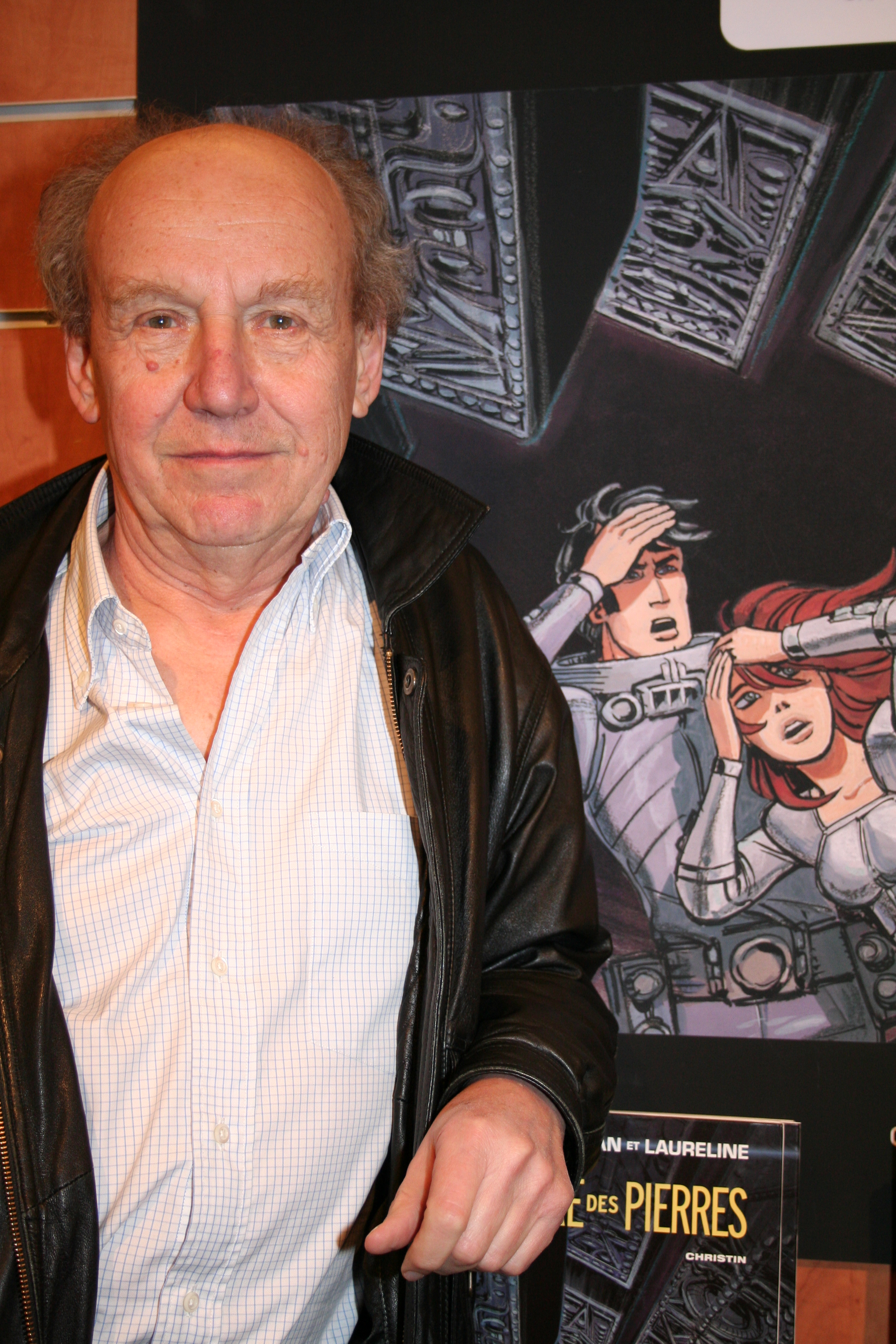
Jean-Claude Mézières var med sin och Pierre Christins "medvetna" SF-serie Linda och Valentin en av 1970-talets mer framträdande Pilote-serier (foto från 2007).

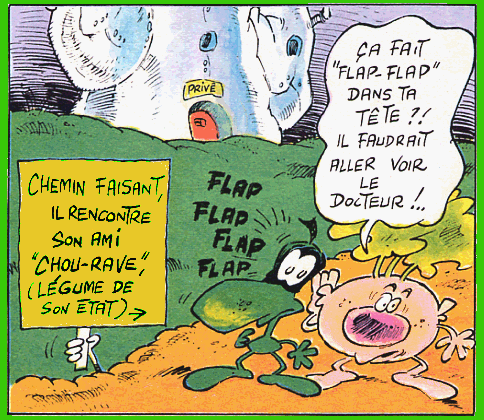
Nikita Mandryka tog över sin deckarparodi Le Concombre Masqué från barntidningen Pif Gadget till ungdomstidningen Pilote. Därefter tog han steget fullt ut och medgrundade vuxentidningen L'Écho des Savanes.

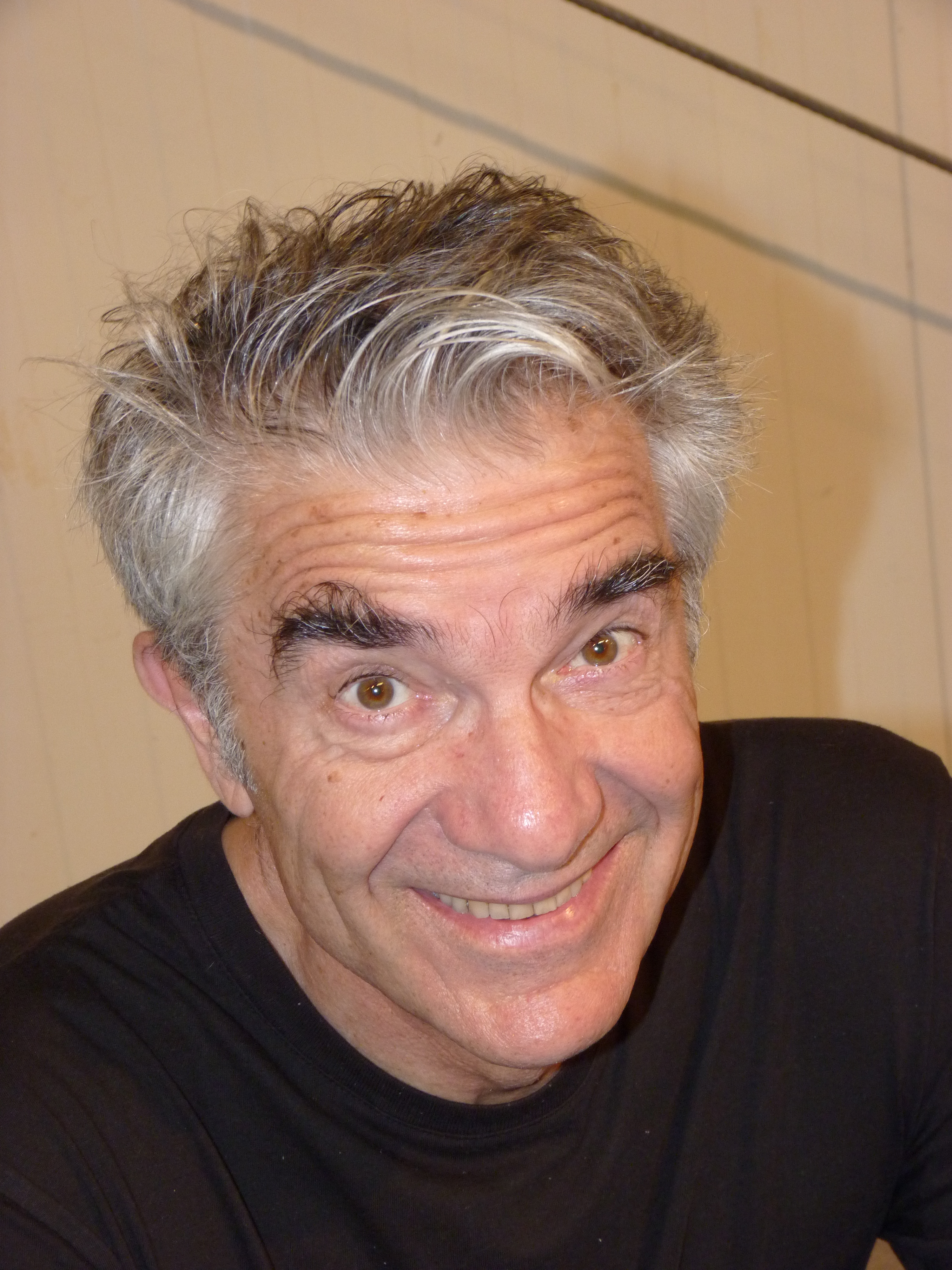
1980-talet innebar en nedgång för Pilote. Ett av tidningens nya talanger under årtiondet var Baru (foto från 2012).

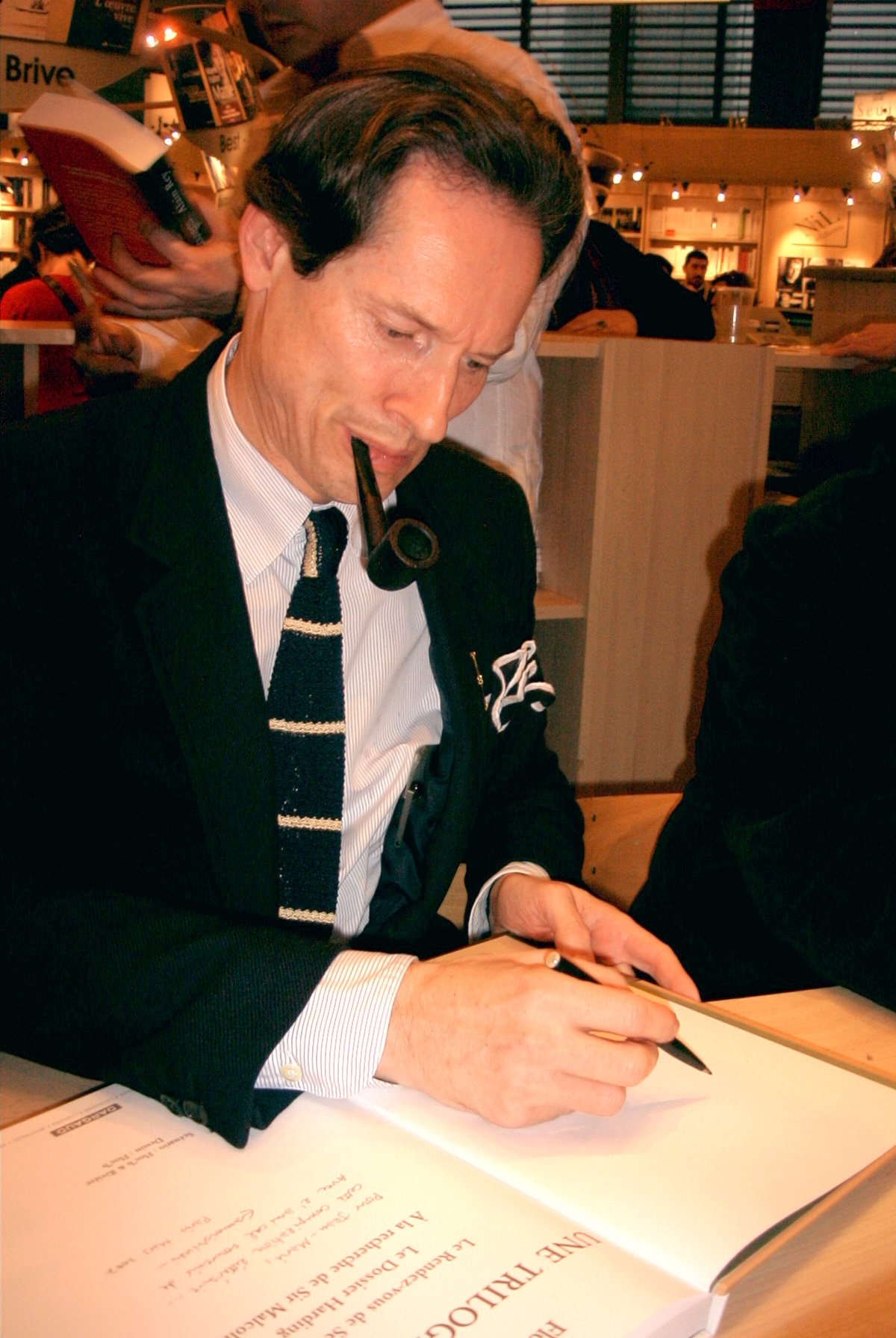
1980-talet innebar en återgång till äventyr. Jean-Claude Floc'h var med sin klara linjen-stil en av periodens viktigare namn (foto från 2007).

- 1973/1974 – Efter ny konkurrens från nya vuxenserietidningar, återlanseras tidningen som månadstidning. René Goscinny utgår ur redaktionsledningen och lämnar över ansvaret till Guy Vidal.
- 1986 – Efter en kortlivad breddning av tidningen (populära reportage ersätter delar av serierna) slås Pilote samman med systertidningen Charlie Mensuel. Den nya titeln blir Pilote & Charlie.
- 1988 – Tidningen återtar sitt gamla namn Pilote.
- Oktober 1989 – Pilote kommer med sitt sista (månatliga) nummer.
- Juni 2003 – Ett engångsnummer med sommartema ges ut – "Spécial Été 2003".
- September 2004 – Ett nytt engångsnummer, denna gång med undertiteln "Spécial Noël 2004".
- April 2008 – Engångsnumret "Spécial Mai 1968".
- Juni 2009 – Engångsnumret "69 année érotique".
- Juni 2010 – Engångsnumret "Bande Dessinée et Cinéma".

### Chefredaktörer
- 1959 – François Clauteaux
- 1959-60 – Raymond Joly
- 1960-62 – Denis Lefèvre-Toussaint
- 1962-63 – Marcel Bisraux
- 1963-73 – René Goscinny
- 1973-81 – Guy Vidal
- 198(?)-85 – Francis Lambert
- 1986-89 – Philippe Mellot[1]

## Återkommande serier
Ett antal välkända fransk-belgiska serier började sin levnad i Pilote. Här listas några av dem, efter året för det första uppträdandet i tidningen:

### 1950-talet
- 1959:
  - Asterix av René Goscinny och Albert Uderzo
  - Jaktfalkarna av Jean-Michel Charlier och Albert Uderzo
  - Röde Piraten av Jean-Michel Charlier och Victor Hubinon

### 1960-talet
- 1962:
  - Valentin le vagabond tecknad av Jean Tabary med assistans av Fred och René Goscinny
- 1963:
  - Achille Talon av Greg
  - Le Grand Duduche av Cabu
  - Blueberry av Jean Giraud och Jean-Michel Charlier[14]
  - Norbert et Kari av Christian Godard
- 1965:
  - Filemon av Fred
  - Les Dingodossiers av René Goscinny och Marcel Gotlib
  - Bob Morane av Henri Vernes), först som roman, från 1965 som serie tecknad av Gérald Forton (från 1968 av William Vance)
- 1967:
  - Lucky Luke av René Goscinny och Morris (från 1946 publicerad i Spirou)
  - Linda och Valentin av Jean-Claude Mézières och Pierre Christin
- 1968:
  - Iznogoud av René Goscinny et Tabary (från 1962 publicerad i Record)
  - Rubrique à brac av Marcel Gotlib
- 1969:
  - Cellulite av Claire Bretécher

### 1970-talet
- 1970:
  - Lone Sloane av Philippe Druillet
- 1971:
  - Le Concombre Masqué av Nikita Mandryka (publicerad i Vaillant/Pif Gadget sedan 1965)
- 1972:
  - Brindavoine av Jacques Tardi
- 1973:
  - Fårfängans marknad av F'Murr
- 1975:
  - Léonard av Turk och De Groot
  - Sånt är livet av Gérard Lauzier
- 1978:
  - Terroristerna av Pierre Christin och Enki Bilal (den senare började teckna för Pilote 1972)
  - Le Vagabond des Limbes av Julio Ribera och Christian Godard
- 1979:
  - Le Jardin sanglant av Pierre Wininger och Henri Filippini

### 1980-talet
- 1981:
  - Mac Coy av Palacios och Gourmelin[15]
- 1982:
  - Resan till Gwendoline av Milo Manara[16]
  - Stan Kajman av  François Thomas
- 1983:
  - Blues i brallan av Baru[17]
  - Linda tycker om konst av Philippe Bertrand
  - Jonathan Cartland av Michel Blanc-Dumont m.fl. (från början publicerad i avläggaren Lucky Luke)
- 1984:
  - La Parisienne (Goudard #1) av Gibrat och Berroyer[18]
- 1985:
  - Le cristal majeur av Giraud och Bati
- 1986:
  - Der Sturm av Torti och Dal Pra
- 1987:
  - L’Orphelin des étoiles av Franz och Pecqueur
- 1988:
  - Lope de Aguirre av Enrique Breccia och Cava